# Football Club Zbrojovka Brno 2014-2015
Questa voce raccoglie le informazioni riguardanti il Football Club Zbrojovka Brno nelle competizioni ufficiali della stagione 2014-2015.

## Rosa
| N. |                       | Ruolo | Calciatore        |
| -- | --------------------- | ----- | ----------------- |
| 1  | Rep. Ceca (bandiera)  | P     | Martin Doležal    |
| 3  | Rep. Ceca (bandiera)  | D     | Petr Buchta       |
| 4  | Rep. Ceca (bandiera)  | D     | Jakub Jugas       |
| 5  | Slovacchia (bandiera) | C     | Marek Kaščák      |
| 6  | Rep. Ceca (bandiera)  | D     | Jan Malík         |
| 7  | Rep. Ceca (bandiera)  | C     | Pavel Zavadil     |
| 9  | Serbia (bandiera)     | A     | Miroslav Marković |
| 10 | Rep. Ceca (bandiera)  | C     | Pavel Mezlík      |
| 14 | Rep. Ceca (bandiera)  | D     | Pavel Košťál      |
| 15 | Rep. Ceca (bandiera)  | C     | Jan Sýkora        |
| 16 | Rep. Ceca (bandiera)  | C     | Šimon Šumbera     |
| 17 | Rep. Ceca (bandiera)  | P     | Václav Hladký     |
| 18 | Rep. Ceca (bandiera)  | C     | Roman Fischer     |
| 19 | Rep. Ceca (bandiera)  | C     | Milan Lutonský    |

| N. |                       | Ruolo | Calciatore        |
| -- | --------------------- | ----- | ----------------- |
| 22 | Rep. Ceca (bandiera)  | D     | Aleš Schuster     |
| 23 | Slovacchia (bandiera) | A     | Fabián Slančík    |
| 24 | Rep. Ceca (bandiera)  | D     | Alois Hyčka       |
| 25 | Rep. Ceca (bandiera)  | C     | David Pašek       |
| 26 | Rep. Ceca (bandiera)  | C     | Radek Buchta      |
| 27 | Francia (bandiera)    | A     | Donneil Moukanza  |
| 28 | Slovacchia (bandiera) | A     | Tomáš Brigant     |
| 29 | Senegal (bandiera)    | C     | Lamine Fall       |
| 30 | Slovacchia (bandiera) | D     | Miroslav Keresteš |
|    | Rep. Ceca (bandiera)  | A     | Karel Kroupa      |
|    | Rep. Ceca (bandiera)  | A     | Milan Halaska     |
|    | Slovacchia (bandiera) | A     | Filip Serečin     |
|    | Rep. Ceca (bandiera)  | D     | Jiri Huska        |